# Túlio de Melo
Túlio Vinícius Fróes de Melo (Montes Claros, Minas Gerais, Brasil, 31 de enero de 1985) es un exfutbolista brasileño nacionalizado francés. Su posición habitual era la de delantero y el último equipo en el que jugó de forma profesional fue el Avispa Fukuoka.

## Clubes
| Club                | País      | Año         |
| ------------------- | --------- | ----------- |
| Atlético Mineiro    | Brasil    | 2003 - 2004 |
| Aalborg BK (cedido) | Dinamarca | 2004 - 2005 |
| Le Mans UC          | Francia   | 2005 - 2008 |
| US Palermo          | Italia    | 2008        |
| Lille OSC           | Francia   | 2008 - 2014 |
| Évian TGFC          | Francia   | 2014        |
| Real Valladolid     | España    | 2015        |
| Chapecoense         | Brasil    | 2015        |
| Sport Recife        | Brasil    | 2016        |
| Chapecoense         | Brasil    | 2017        |
| Avispa Fukuoka      | Japón     | 2018        |

## Estadísticas

### Clubes
Actualizado al último partido jugado el 20 de mayo de 2018.
| Club | Temporada                          | Liga (1)                           | Liga (1) | Liga (1) | Liga (1)    | Copa nacional | Copa nacional | Copa nacional | Torneos internacionales | Torneos internacionales | Torneos internacionales | PlayOffs | PlayOffs | PlayOffs    | Total    | Total | Total       |
| Club | Temporada                          | Categoría                          | Partidos | Goles    | Asistencias | Partidos      | Goles         | Asistencias   | Partidos                | Goles                   | Asistencias             | Partidos | Goles    | Asistencias | Partidos | Goles | Asistencias |
| --- | ---------------------------------- | ---------------------------------- | -------- | -------- | ----------- | ------------- | ------------- | ------------- | ----------------------- | ----------------------- | ----------------------- | -------- | -------- | ----------- | -------- | ----- | ----------- |
| Aalborg BK (cedido) Dinamarca                                                                                      | 2004-05                            | Superliga de Danesa                | 19       | 6        | 0           | -             | -             | -             | 3                       | 0                       | 0                       | -        | -        | -           | 22       | 6     | 0           |
| Aalborg BK (cedido) Dinamarca                                                                                      | Total con el Aalborg BK            | Total con el Aalborg BK            | 19       | 6        | 0           | -             | -             | -             | 3                       | 0                       | 0                       | -        | -        | -           | 22       | 6     | 0           |
| Le Mans Francia | 2005-06                            | Ligue 1                            | 24       | 7        | 1           | 4             | 0             | 0             | -                       | -                       | -                       | -        | -        | -           | 28       | 7     | 1           |
| Le Mans Francia | 2006-07                            | Ligue 1                            | 17       | 2        | 1           | -             | -             | -             | -                       | -                       | -                       | -        | -        | -           | 17       | 2     | 1           |
| Le Mans Francia | 2007-08                            | Ligue 1                            | 31       | 13       | 1           | 4             | 2             | 0             | -                       | -                       | -                       | -        | -        | -           | 35       | 15    | 1           |
| Le Mans Francia | Total con el Le Mans               | Total con el Le Mans               | 72       | 22       | 3           | 8             | 2             | 0             | -                       | -                       | -                       | -        | -        | -           | 80       | 24    | 3           |
| Palermo F.C. · Italia                                                                                              | 2008-09                            | Serie A                            | 0        | 0        | 0           | 1             | 0             | 0             | -                       | -                       | -                       | -        | -        | -           | 1        | 0     | 0           |
| Palermo F.C. · Italia                                                                                              | Total con el Palermo F.C.          | Total con el Palermo F.C.          | 0        | 0        | 0           | 1             | 0             | 0             | -                       | -                       | -                       | -        | -        | -           | 1        | 0     | 0           |
| Lille O.S.C. Francia                                                                                               | 2008-09                            | Ligue 1                            | 8        | 2        | 1           | 1             | 0             | 0             | -                       | -                       | -                       | -        | -        | -           | 9        | 2     | 1           |
| Lille O.S.C. Francia                                                                                               | 2009-10                            | Ligue 1                            | 20       | 6        | 1           | 3             | 2             | 0             | 4                       | 3                       | 0                       | -        | -        | -           | 27       | 11    | 1           |
| Lille O.S.C. Francia                                                                                               | 2010-11                            | Ligue 1                            | 29       | 4        | 0           | 7             | 1             | 0             | 6                       | 2                       | 0                       | -        | -        | -           | 42       | 7     | 0           |
| Lille O.S.C. Francia                                                                                               | 2011-12                            | Ligue 1                            | 16       | 5        | 2           | 1             | 0             | 0             | 2                       | 1                       | 0                       | -        | -        | -           | 19       | 6     | 2           |
| Lille O.S.C. Francia                                                                                               | 2012-13                            | Ligue 1                            | 23       | 1        | 0           | 3             | 1             | 0             | 6                       | 1                       | 0                       | -        | -        | -           | 32       | 3     | 0           |
| Lille O.S.C. Francia                                                                                               | 2013-14                            | Ligue 1                            | 3        | 0        | 0           | 2             | 1             | 0             | -                       | -                       | -                       | -        | -        | -           | 5        | 1     | 0           |
| Lille O.S.C. Francia                                                                                               | Total con el Lille O.S.C.          | Total con el Lille O.S.C.          | 99       | 18       | 4           | 17            | 5             | 0             | 18                      | 7                       | 0                       | -        | -        | -           | 134      | 30    | 4           |
| Évian Thonon Gaillard F.C. Francia                                                                                 | 2013-14                            | Ligue 1                            | 5        | 0        | 0           | -             | -             | -             | -                       | -                       | -                       | -        | -        | -           | 5        | 0     | 0           |
| Évian Thonon Gaillard F.C. Francia                                                                                 | Total con el Évian Thonon Gaillard | Total con el Évian Thonon Gaillard | 5        | 0        | 0           | -             | -             | -             | -                       | -                       | -                       | -        | -        | -           | 5        | 0     | 0           |
| Real Valladolid C.F. · España                                                                                      | 2014-15                            | 2ª División                        | 11       | 2        | 0           | -             | -             | -             | -                       | -                       | -                       | 1        | 0        | 0           | 12       | 2     | 0           |
| Real Valladolid C.F. · España                                                                                      | Total con el Real Valladolid       | Total con el Real Valladolid       | 11       | 2        | 0           | -             | -             | -             | -                       | -                       | -                       | 1        | 0        | 0           | 11       | 2     | 0           |
| Chapecoense · Brasil                                                                                               | 2015                               | 1ª División                        | 13       | 5        | 1           | -             | -             | -             | 4                       | 1                       | 0                       | -        | -        | -           | 17       | 6     | 1           |
| Sport Recife · Brasil                                                                                              | 2016                               | Serie A                            | 21       | 4        | 0           | 5             | 3             | 0             | -                       | -                       | -                       | -        | -        | -           | 26       | 7     | 0           |
| Sport Recife · Brasil                                                                                              | Total con el Sport Recife          | Total con el Sport Recife          | 21       | 4        | 0           | 5             | 3             | 0             | -                       | 0                       | 0                       | -        | -        | -           | 26       | 7     | 0           |
| Chapecoense · Brasil                                                                                               | 2017                               | Serie A                            | 40       | 7        | 1           | 3             | 0             | 0             | 8                       | 2                       | 0                       | -        | -        | -           | 50       | 9     | 1           |
| Chapecoense · Brasil                                                                                               | Total con el Chapecoense           | Total con el Chapecoense           | 53       | 12       | 2           | 3             | 0             | 0             | 12                      | 3                       | 0                       | -        | -        | -           | 68       | 15    | 2           |
| Avispa Fukuoka Japón                                                                                               | 2018                               | J2 League                          | 7        | 0        | 0           | -             | -             | -             | -                       | -                       | -                       | -        | -        | -           | 7        | 0     | 0           |
| Avispa Fukuoka Japón                                                                                               | Total con el Avispa Fukuoka        | Total con el Avispa Fukuoka        | 7        | 0        | 0           | -             | -             | -             | -                       | -                       | -                       | -        | -        | -           | 7        | 0     | 0           |
| Total carrera | Total carrera                      | Total carrera                      | 287      | 64       | 9           | 34            | 10            | 0             | 33                      | 10                      | 0                       | 1        | 0        | 0           | 355      | 84    | 9           |
| (1) También se incluye los partidos disputados del Campeonato Pernambucano y del Campeonato Catarinense de Brasil. |                                    |                                    |          |          |             |               |               |               |                         |                         |                         |          |          |             |          |       |             |

## Palmarés

### Campeonatos nacionales
| Título          | Club  | Año  |
| --------------- | ----- | ---- |
| Ligue 1         | Lille | 2011 |
| Copa de Francia | Lille | 2011 |